# 安德羅尼基
51°48′7″N 32°5′20″E / 51.80194°N 32.08889°E
安德羅尼基（烏克蘭語：Андроники），是烏克蘭北部的村莊，隸屬切爾尼希夫州的科留基夫卡區。該村始建於1600年，面積0.25平方公里，海拔高度124米，2001年人口33，人口密度每平方公里134.15人。